# El Almacén (serie de televisión)
El Almacén fue una serie de televisión chilena de comedia de situación, producida y emitida por UCV TV en dos temporadas durante el año 2011, siendo distribuida por Baywood, una compañía productora de Eduardo Pereira.  La serie trataba sobre un grupo de amigos que abrían un almacén en el barrio de su infancia. Sus protagonistas fueron Enzo Gnecco, Francisco Mancilla, Valentina Zamorano y Giovanni Caffi; en su segunda temporada el reparto principal sumó a Fernando Alarcón y Daniel Vilches. El director y productor de la serie fue Juan Harting .
Fue la primera serie de televisión chilena producida y emitida por un canal de televisión ubicado fuera de Santiago.

## Argumento
La serie cuenta la historia sobre cuatro amigos de infancia, todos con edades entre los 28 y 30 años, los que vuelven a reunirse, después de haber fracasado en sus actividades, y deciden instalar un almacén en su barrio, en la comuna de La Florida.
La acción transcurre principalmente en el almacén; en la fuente de soda, lugar que pertenece a don Chicho, que los conoce desde niños; y, finalmente, el departamento de uno de los amigos, su lugar de encuentro.

## Reparto
- Giovanni Caffi - Pepe
- Francisco Mancilla - Larry
- Enzo Gnecco - Willy
- Valentina Zamorano - Jacky
- Fernando Alarcón - Lalo
- Daniel Vilches - Toño
- Mario Gatica - Don Chicho